# Fylkingen

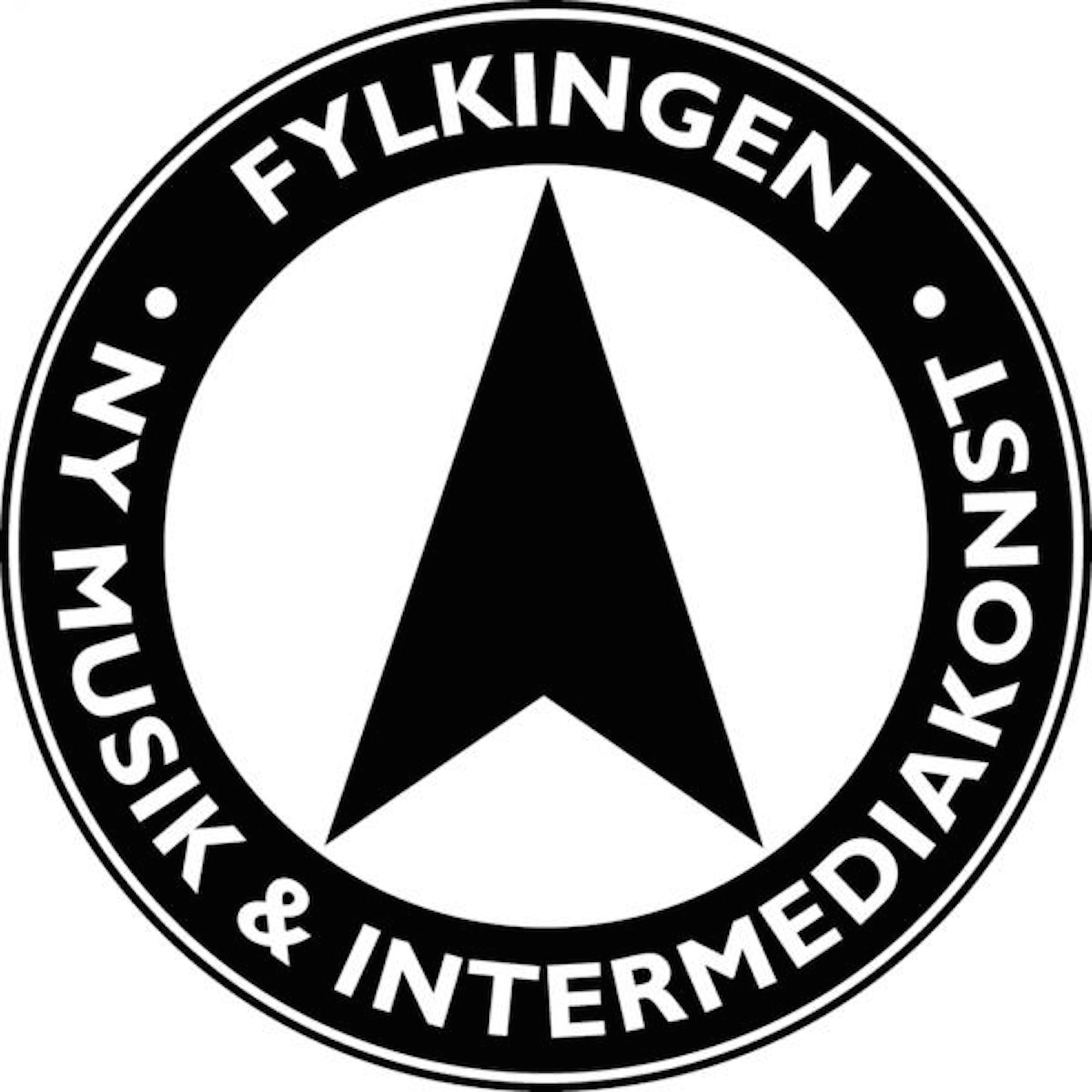
Fylkingens logo.

Fylkingen är en svensk förening för experimentell musik och konst med säte i Stockholm. Föreningen grundades år 1933 som en kammarmusikförening men har under åren utvecklat sin verksamhet mot nya experimentella och oetablerade uttryck inom samtida konst och musik.
Den första konserten med elektroakustisk musik i Sverige arrangerades 1952 av Fylkingen.
Under 1960-talet inleddes ett samarbete med Moderna Museet samtidigt som föreningen radikaliserades, med happenings, musikteater och text-ljud-kompositioner på programmet. 1960 tog Fylkingen initiativet till grundandet av Elektronmusikstudion.
Åren 1971–1986 hade föreningen en egen scen på Östgötagatan 33 (f.d. 31) i före detta biografen Facklan, numera teaterscenen Konträr. Mellan 1987 och 2023 hade Fylkingen sina lokaler och sin scen i Münchenbryggeriet i Stockholm.
Idag producerar Fylkingen årligen ca femtio föreställningar med kammarmusik, improviserad musik, modern dans, intermedia, text-ljud-kompositioner, bildspel, videokonst, performance och installationer. Utöver detta genomför Fylkingen årligen en rad skolföreställningar samt bedriver en pedagogisk verksamhet för barn och ungdom, ofta i samarbete med andra institutioner runt om i landet.
Fylkingen fortsätter alltjämt att spela en viktig roll i sammanlänkandet mellan Sverige och resten av världen inom området ny musik och intermediakonst. Föreningen är inte bara "ett fönster mot världen" genom vilket den svenska publiken och konstnärerna har möjlighet att komma i kontakt med nya konstnärliga rörelser utomlands, utan Fylkingen är också en viktig länk för att sprida svensk konst i världen.
Föreningen har även ett skivbolag, Fylkingen Records.

## Åke Hodell-stipendiet
Vartannat år mellan 2001 och 2009 delade Fylkingen ut ett stipendium ur Åke Hodells minnesfond, enligt dennes testamente, till stöd för elektronmusik, intermediakonst och text-ljud-komposition. Stipendiet utdelades vid föreningens ljusfest i december.
- 2001 - Zbigniew Karkowski.
- 2003 - Elis Eriksson, konstnär.
- 2005 - Pär Thörn, ljudkonstnär och poet, för "ett socialt engagerat och originellt konstnärskap, där det oväntade och kompromisslösa står sida vid sida med ett innovativt användande av såväl gamla som nya tekniker".
- 2007 - Jenny Sunesson, ljudkonstnär, "för hennes personligt politiska röst, skarpa humor och förmågan att med väl underbyggda frågor, få personerna i sina text-ljudverk, att säga lite mer och lite bättre saker, med lite annan röst än de är vana vid. Hon skapar en egensinnig hybrid av dokumentär och fiktion".
- 2009 - Galleri Tegen2, "för mod och passionerat engagemang. På galleriet Tegen2 är konsten besvärlig och nödvändig. En plats för orädd, politiskt engagerad och poetisk konst, många gånger från den utomeuropeiska scenen, där brännande ämnen driver fram nya uttrycksformer bortom genrebeteckningar. Gunilla Sköld Feiler och Dror Feiler visar konsten, inte som vara utan som nödvändighet".